# Múrmansk
Múrmansk (en ruso: Мурманск; en finés: Muurmanni; en lengua sami: Murmanska) es una ciudad portuaria de Rusia ubicada en el extremo noroeste del país, en la costa norte de la península de Kola, en la desembocadura del río Kola frente al mar de Barents (golfo de Kola), y próxima a la frontera rusa con Noruega y Finlandia, en la región de Laponia. A 1486 km al norte de Moscú y a 2345 km al sur del polo norte, es el mayor puerto de Rusia en el Ártico y, en atención a la cantidad de sus habitantes, la mayor ciudad del mundo al norte del círculo polar ártico. Administrativamente es la ciudad capital del óblast de Múrmansk en el distrito federal noroeste y sede de la flota de rompehielos nucleares de la Armada de la Federación Rusa, esto debido a que el puerto permanece libre del hielo todo el año, debido a la corriente marina cálida proveniente del Atlántico Norte.

## Etimología
Múrmansk proviene de la lengua sami; significa «la tierra en la orilla del mar» (de mur: mar y maa: tierra).

## Historia
Múrmansk fue fundada el 4 de octubre de 1916 bajo el nombre de Románov-en-Murman (Рома́нов-на-Му́рмане) por el zar Nicolás II de Rusia. Después de la revolución de octubre en 1917 la ciudad fue rebautizada a su nombre actual.
Esta ciudad-puerto sirvió durante la Segunda Guerra Mundial para abastecer a la Unión Soviética en la guerra contra los alemanes. Después de concluido el conflicto el puerto se convirtió en la base principal de la Marina de Guerra Soviética (flota del mar del norte) albergando más de 170 submarinos atómicos. Hoy en día solo veintiséis submarinos permanecen en activo en la Armada.Vertinsky, Alexandre. Múrmansk: La Ciudad de los Submarinos. 
El 6 de mayo de 1985, Múrmansk recibió el título de Ciudad Heroica. Las otras ciudades heroicas son Odesa, Stalingrado, Sebastopol, Leningrado, Moscú, la Fortaleza de Brest, Kerch, Novorossiysk, Minsk, Tula, Kiev y Smolensk.
Después de terminada la Guerra Fría, este lugar se ha convertido en un cementerio de esa poderosa armada y también en un lugar donde se desmantelan submarinos nucleares. Múrmansk es el lugar con el mayor número de reactores nucleares tanto civiles como militares. Durante mucho tiempo la Armada llegó a arrojar a los mares de Barents y Kara 12 000 m³ de desechos radioactivos.[cita requerida] En la región de Nóvaya Zemliá -Nueva Zembla (en ruso Nueva Tierra)- tuvieron lugar 132 pruebas nucleares y en Sévernaya Zemliá se hundieron trece submarinos, seis de ellos con sus reactores y combustible debido a que era casi imposible volver a usarlos.[cita requerida]
Según datos oficiales (2002) hay cerca de 248 reactores en el área esperando ser desmantelados. Estos contienen cerca de noventaidós toneladas de combustible nuclear usado. El proceso de desmantelamiento de submarinos genera anualmente unas 5000 toneladas de desechos nucleares.[cita requerida]
Según el censo de 2006, es la ciudad con mayor consumo de vodka por metro cuadrado si se cuenta a la población de 18 a 64 años.

## Museos

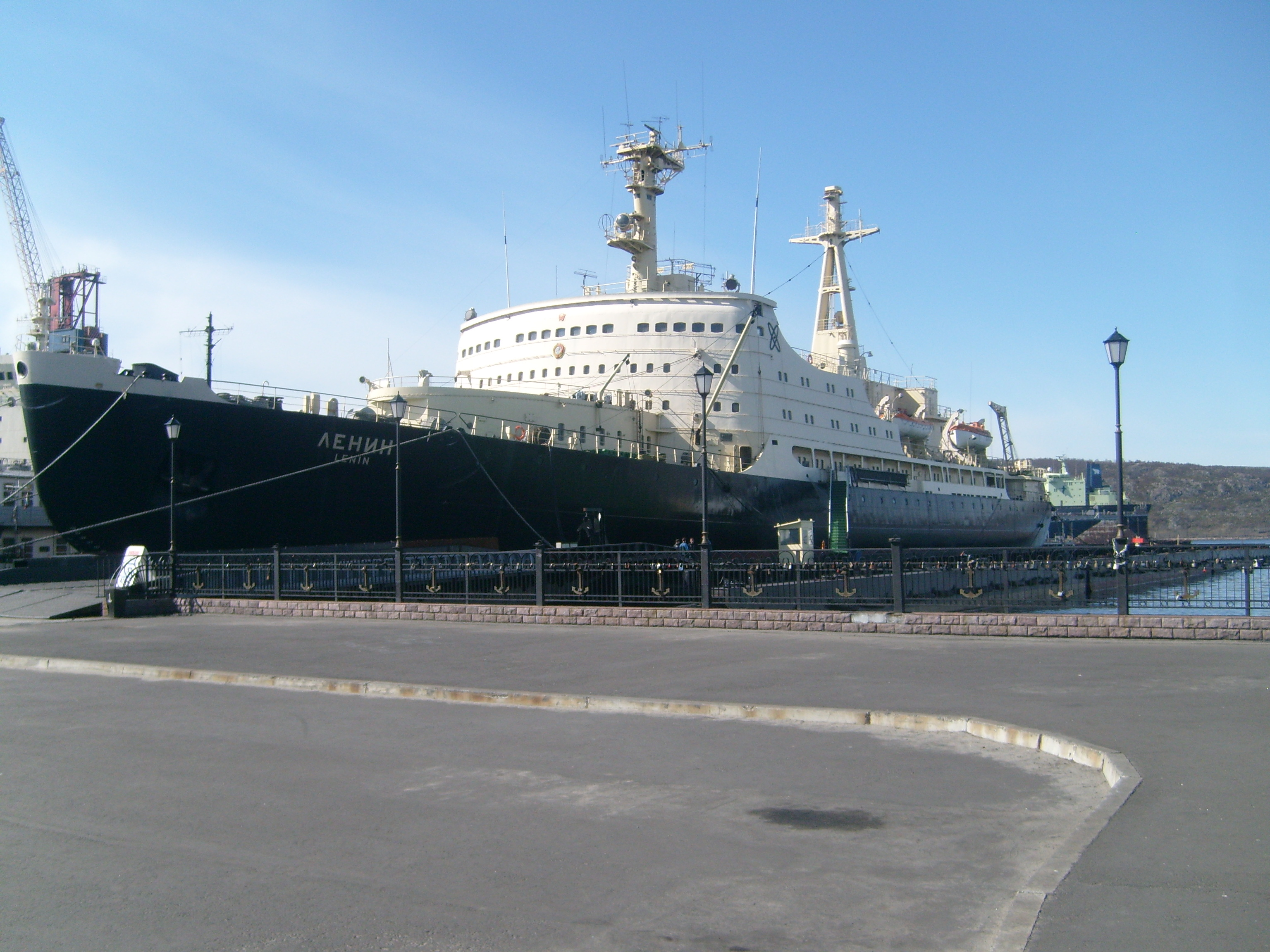
Lenin, convertido en un barco-museo

Múrmansk es el lugar donde se encuentra el rompehielos Lenin, fuera de servicio, que es hoy un barco-museo.

### Museo de Arte Regional
En la actualidad cuenta con más de 3000 obras de arte. Las obras de los maestros regionales de Múrmansk toman un lugar merecido en la colección y son la particularidad del museo. En conjunto esta colección representa el desarrollo de las bellas artes rusas en el Norte entre 1960-1990.

### Museo Naval de la Flota Norte
Fue inaugurado el 16 de octubre de 1946 en el edificio de la Casa de Oficiales de la ciudad de Múrmansk. La primera exposición fue "Defensa del Ártico soviético durante la Gran Guerra Patriótica 1941—1945". El trabajo del museo fue reconocido como el mejor en la red de museos del país, las Fuerzas Armadas y la Marina. En la actualidad, el museo contiene material relacionado con la historia del desarrollo de submarinos nucleares, buques de superficie y aviación naval, así como de toda la Flota del Norte.

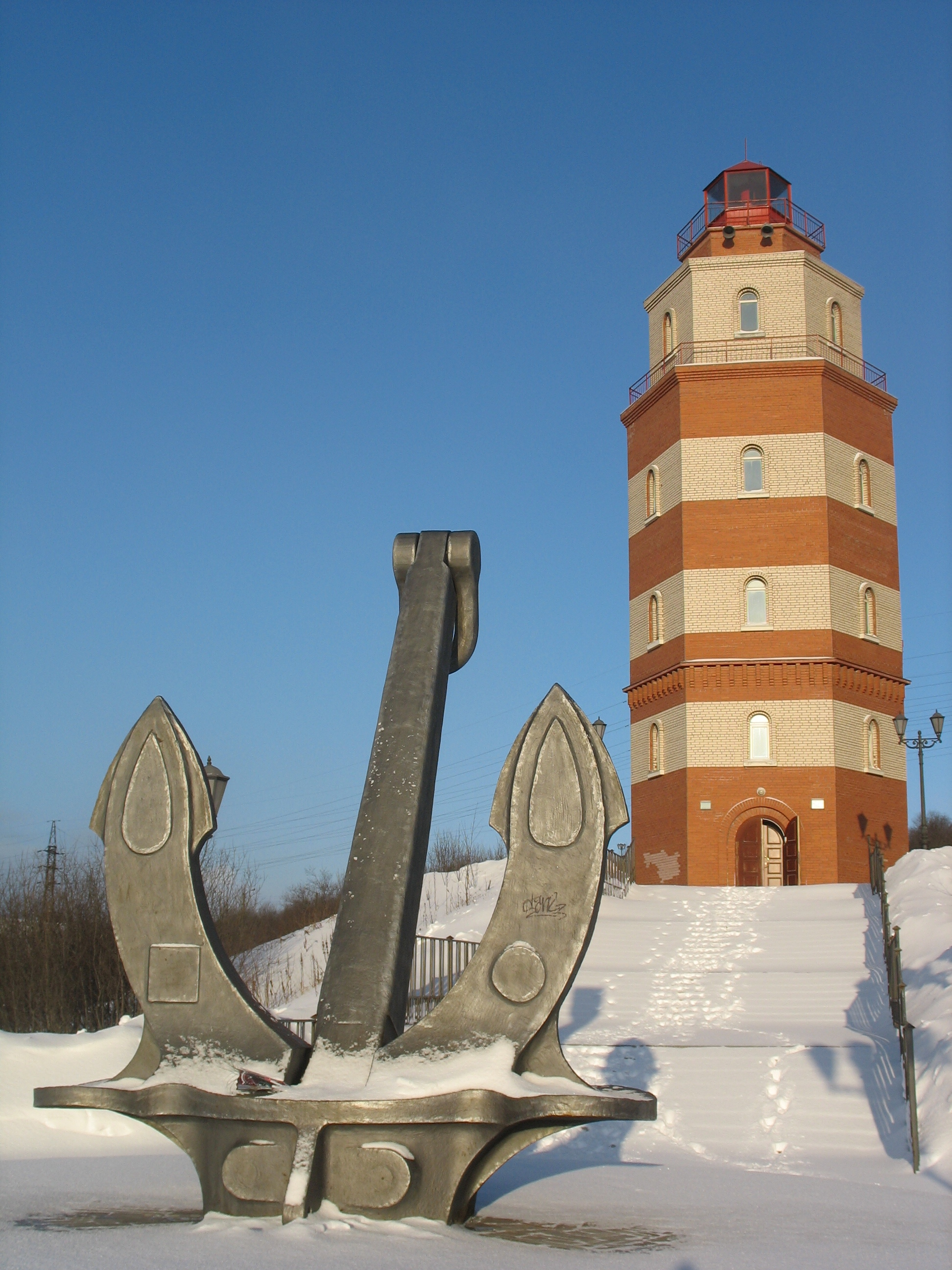
Monumento de los marineros en Múrmansk

### Museo de Historia de la Empresa Naviera
Tiene fotografías únicas de equipo marino, barcos y personas, naturaleza ártica y el modelo de un reactor nuclear.

## Galería

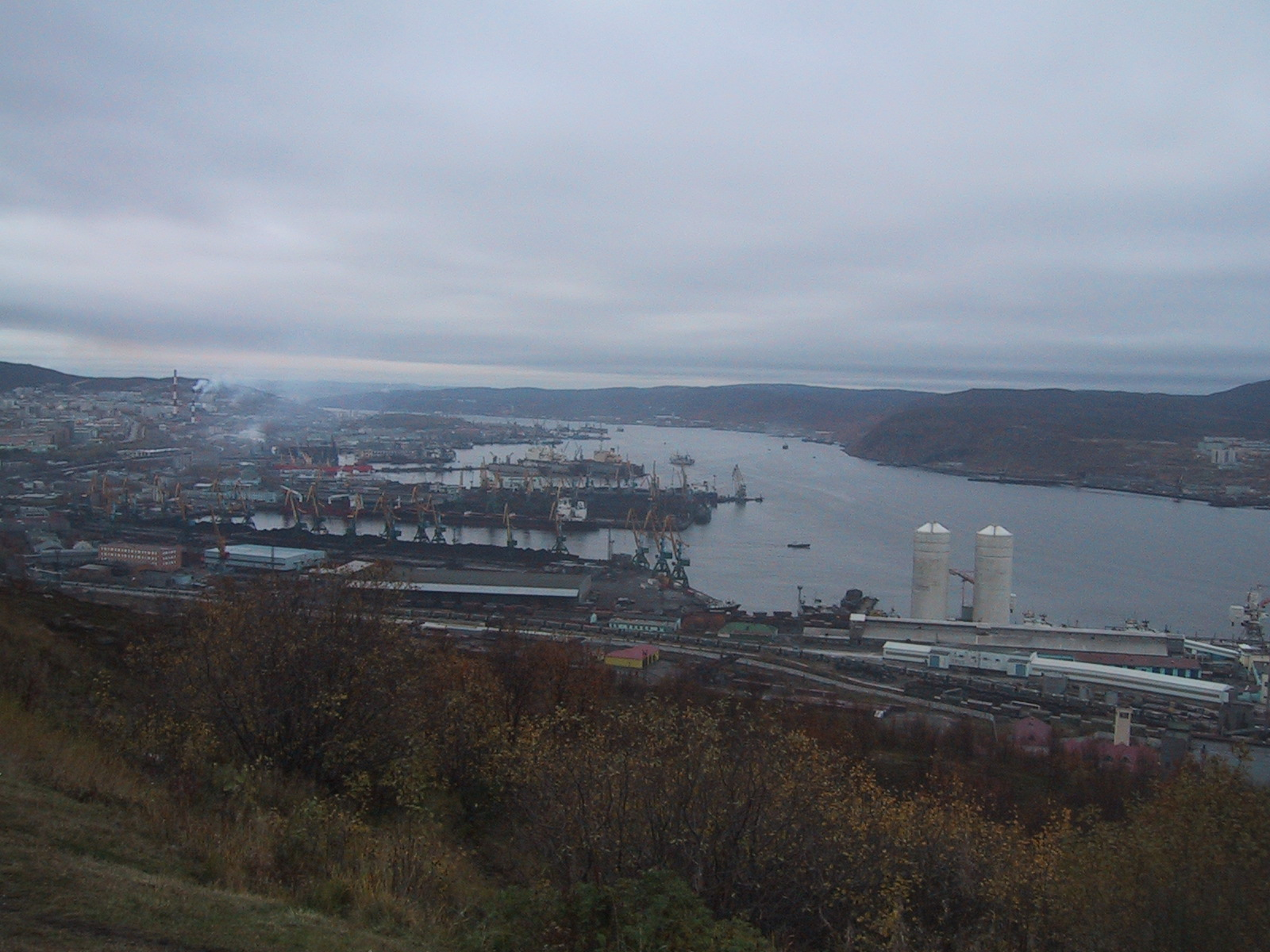
Vista del puerto de Múrmansk.
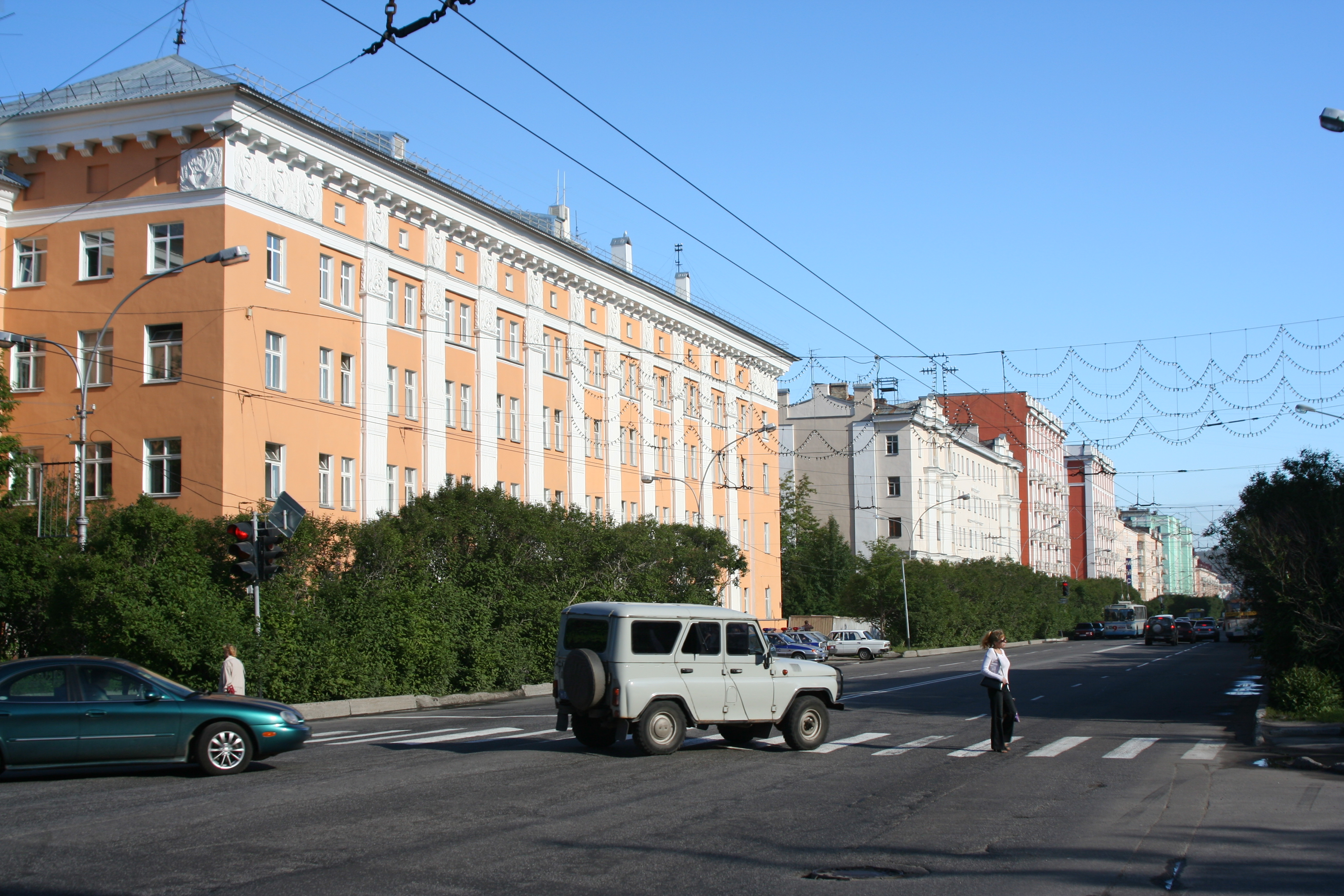
Avenida principal Prospekt Lenin
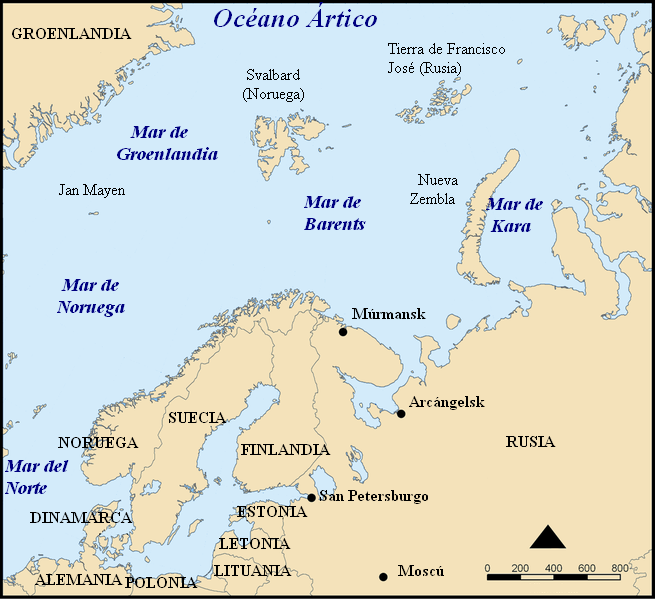
Múrmansk en mapa del mar de Barents
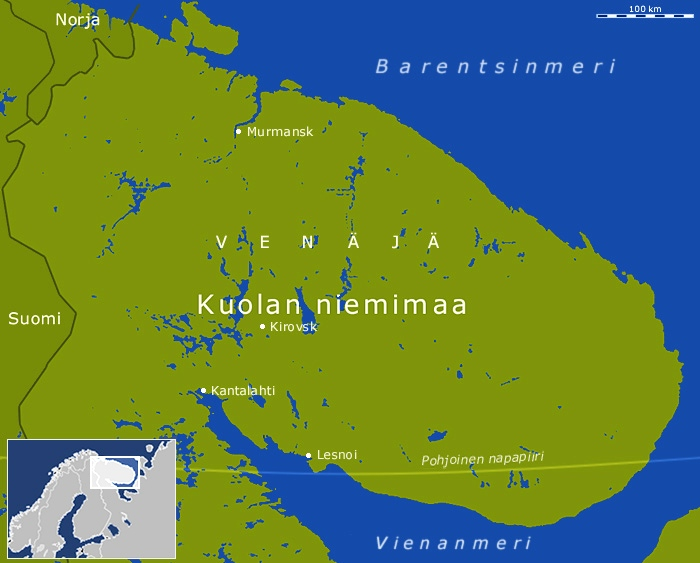
Múrmansk en un mapa de la península de Kola

## Clima
La temperatura promedio de Múrmansk en invierno es de -16 °C, aunque se han registrado temperaturas de hasta -49 °C. En verano la temperatura media es de 15 °C y hay luz natural 24 horas al día en junio (sol de medianoche); por el contrario, durante el invierno el sol no es visible en diciembre. La noche polar en Murmansk dura del 1 de diciembre al 10 de enero; el día polar dura del 21 de mayo al 22 de julio.
La Fiesta del Norte es una tradición en esta ciudad; tiene como escenario los campos deportivos. Durante el mes de febrero llegan los samis (nativos aborígenes de la península de Kola) para competir en diferentes concursos, como las carreras de trineos tirados por renos. Completan el colorido las competencias de los deportes de invierno que se practican asiduamente en Múrmansk, como el esquí, triatlón y patinaje sobre hielo. Participan artistas aborígenes de Noruega, Finlandia y Rusia, quienes interpretan su folclore expresado en danzas y temas musicales. En estos días se pueden adquirir prendas de vestir y artesanía de estas etnias. La interpretación que los habitantes de Múrmansk le otorgan a esta fiesta es el anuncio del final del invierno. [cita requerida]
| Parámetros climáticos promedio de Múrmansk (1991-2020) | Parámetros climáticos promedio de Múrmansk (1991-2020) | Parámetros climáticos promedio de Múrmansk (1991-2020) | Parámetros climáticos promedio de Múrmansk (1991-2020) | Parámetros climáticos promedio de Múrmansk (1991-2020) | Parámetros climáticos promedio de Múrmansk (1991-2020) | Parámetros climáticos promedio de Múrmansk (1991-2020) | Parámetros climáticos promedio de Múrmansk (1991-2020) | Parámetros climáticos promedio de Múrmansk (1991-2020) | Parámetros climáticos promedio de Múrmansk (1991-2020) | Parámetros climáticos promedio de Múrmansk (1991-2020) | Parámetros climáticos promedio de Múrmansk (1991-2020) | Parámetros climáticos promedio de Múrmansk (1991-2020) | Parámetros climáticos promedio de Múrmansk (1991-2020) |
| Mes                                                    | Ene.                                                   | Feb.                                                   | Mar.                                                   | Abr.                                                   | May.                                                   | Jun.                                                   | Jul.                                                   | Ago.                                                   | Sep.                                                   | Oct.                                                   | Nov.                                                   | Dic.                                                   | Anual                                                  |
| ------------------------------------------------------ | ------------------------------------------------------ | ------------------------------------------------------ | ------------------------------------------------------ | ------------------------------------------------------ | ------------------------------------------------------ | ------------------------------------------------------ | ------------------------------------------------------ | ------------------------------------------------------ | ------------------------------------------------------ | ------------------------------------------------------ | ------------------------------------------------------ | ------------------------------------------------------ | ------------------------------------------------------ |
| Temp. máx. abs. (°C)                                   | 7.0                                                    | 6.6                                                    | 9.0                                                    | 17.6                                                   | 29.4                                                   | 30.8                                                   | 32.9                                                   | 30.2                                                   | 24.2                                                   | 15.0                                                   | 9.6                                                    | 7.2                                                    | 32.9                                                   |
| Temp. máx. media (°C)                                  | -6.5                                                   | -6.4                                                   | -1.9                                                   | 2.9                                                    | 8.4                                                    | 13.8                                                   | 17.7                                                   | 15.3                                                   | 10.7                                                   | 3.6                                                    | -1.8                                                   | -4.1                                                   | 4.3                                                    |
| Temp. media (°C)                                       | -9.6                                                   | -9.3                                                   | -5.1                                                   | -0.3                                                   | 4.6                                                    | 9.4                                                    | 13.2                                                   | 11.5                                                   | 7.6                                                    | 1.6                                                    | -4.0                                                   | -6.8                                                   | 1.1                                                    |
| Temp. mín. media (°C)                                  | -15.7                                                  | -12.3                                                  | -8.2                                                   | -4.3                                                   | 1.5                                                    | 5.9                                                    | 9.6                                                    | 8.3                                                    | 5.1                                                    | -2.3                                                   | -7.2                                                   | -11.6                                                  | -2.6                                                   |
| Temp. mín. abs. (°C)                                   | -39.4                                                  | -38.6                                                  | -32.6                                                  | -24.0                                                  | -10.3                                                  | -2.8                                                   | 1.7                                                    | -2.0                                                   | -10.1                                                  | -21.2                                                  | -32.2                                                  | -34.9                                                  | -39.4                                                  |
| Precipitación total (mm)                               | 34                                                     | 24                                                     | 29                                                     | 29                                                     | 37                                                     | 56                                                     | 66                                                     | 71                                                     | 54                                                     | 56                                                     | 36                                                     | 37                                                     | 529                                                    |
| Nevadas (cm)                                           | 26                                                     | 28                                                     | 30                                                     | 19                                                     | 2                                                      | 0                                                      | 0                                                      | 0                                                      | 0                                                      | 3                                                      | 11                                                     | 19                                                     | 138                                                    |
| Días de lluvias (≥ 1 mm)                               | 2                                                      | 2                                                      | 3                                                      | 9                                                      | 18                                                     | 22                                                     | 22                                                     | 22                                                     | 24                                                     | 17                                                     | 5                                                      | 3                                                      | 149                                                    |
| Días de nevadas (≥ 1 mm)                               | 27                                                     | 26                                                     | 24                                                     | 19                                                     | 14                                                     | 4                                                      | 0.03                                                   | 0.1                                                    | 2                                                      | 16                                                     | 24                                                     | 27                                                     | 183.1                                                  |
| Horas de sol                                           | 3                                                      | 33                                                     | 122                                                    | 182                                                    | 192                                                    | 228                                                    | 236                                                    | 154                                                    | 89                                                     | 47                                                     | 7                                                      | 0                                                      | 1293                                                   |
| Humedad relativa (%)                                   | 84                                                     | 83                                                     | 80                                                     | 73                                                     | 72                                                     | 70                                                     | 75                                                     | 79                                                     | 80                                                     | 83                                                     | 86                                                     | 85                                                     | 79.2                                                   |
| Fuente n.º 1: Погода и климат                          |                                                        |                                                        |                                                        |                                                        |                                                        |                                                        |                                                        |                                                        |                                                        |                                                        |                                                        |                                                        |                                                        |
| Fuente n.º 2: NOAA (Horas de sol, 1961-1990)           |                                                        |                                                        |                                                        |                                                        |                                                        |                                                        |                                                        |                                                        |                                                        |                                                        |                                                        |                                                        |                                                        |

## Ciudades hermanadas
- Akureyri - Islandia
- Groninga - Países Bajos
- Luleå - Suecia
- Rovaniemi - Finlandia
- Szczecin - Polonia
- Tromsø - Noruega
- Anádyr - Rusia
- Jacksonville - Estados Unidos
- Sapporo - Japón
- Cuxhaven - Alemania